# Ден Елдон
Де́ніель Ро́берт Е́лдон (18 вересня 1970, Лондон, Велика Британія — 12 липня 1993, Могадішо, Сомалі, він і троє його колег були вбиті розлютованим натовпом) — англійський журналіст; залишив по собі серію журналів, які його родина періодично демонструє у світових турне.

## Біографія

### Молоді роки
Ден Елдон (Dan Eldon) народився в Лондоні 18 вересня 1970 року. Коли йому було сім років, він і його трирічна сестра Емі переїхали з батьками Кеті та Майком Елдонами до Найробі (Кенія).
В Кенії Ден відвідував британську школу, проте незабаром переконав батьків перевести його до Міжнародної школи Кенії.
В 1982 в Кенії відбулася спроба державного перевороту, і Елдон відчув її наслідки. Він супроводжував свою матір, Кеті Елдон, у її журналістських дослідженнях, робив фотографії, які друкувались у місцевих газетах.
Коли йому було 14, Елдон розпочав благодійну кампанію по збору коштів для проведення операції на серці, щоб врятувати життя Атьєно, молодої кенійської дівчини. Разом із своєю сестрою та друзями, він зібрав 5 тис. доларів, проте через недбалість лікарні Атьєно померла.
В 15 років Елдон почав створювати журнали, наповнені колажами, фотографіями і малюнками. Він часто використовував сатиру в коментарях. Ден зберігав журнали, як щось дуже особисте, і давав їх читати тільки найближчим друзям.
В 1988, Елдон закінчив Міжнародну школу Кенії і виграв International Relations and Community awards. За нього проголосували як за найвизначнішого учня, після чого Елдон звернувся до свого класу, наголошуючи на важливості подолання культурних бар'єрів і піклування про інших.

### Подорожі
Протягом всього свого життя Елдон багато подорожував і встиг відвідати 46 країн. Він також вивчив сім мов, навчаючись як в школі, так і поза її межами.
Восени 1988 року Елдон розпочав свій «вільний рік» перед коледжем, проте цей час був наповнений подіями: Елдон покинув Кенію і відправився працювати в Нью-Йорк в Mademoiselle Magazine.
В січні він зареєструвався в Pasadena Community College, що в Каліфорнії. Того ж літа, Ден і його друг зробили поїздку через п'ять африканських країн.
Невдовзі Елдон перевівся до Каліфорнійського університету в Лос-Анджелесі (UCLA; University of California, Los Angeles), де організував благодійну організацію Student Transport Aid. Це притягнуло цікавість місцевої преси та телебачення. З допомогою п'ятнадцяти друзів, Елдон зібрав 25 тис. доларів для табору біженців в Малаві. Гроші були пожертвувані на створення колодязів та ковдри для дитячої лікарні; також один із трьох транспортних засобів, на якому друзі добиралися до Малаві, був відданий фонду Save the Children Fund.
Восени 1990-го року Елдон повернувся до UCLA і одразу ж почав планувати нову подорож, яка вимагала поїздки до Лондона в січні. Він відвідував коледж в Річмонді, а влітку відправився до Марокко. Його метою було придбати браслети та пояси, які пізніше можна би було продати в Америці, а виручені кошти віддати в Student Transport Aid. В Марокко його пограбували, проте Елдону все-таки вдалося здійснити свій план і продати товар на 5 тис. доларів на пляжах південної Каліфорнії.
В 1991 році він повернувся до UCLA на один семестр, увесь час плануючи свою наступну подорож, котра повинна була бути здійснена через Сахару.

### Знайомство з Сомалі
В квітні 1992-го, Елдон відлетів до Кенії, де він працював третім асистентом директора художнього фільму «Загублені в Африці»(Lost in Africa). Будучи наймолодшим членом команди, він часто вставав о п'ятій ранку і зазвичай найпізніше йшов додому.
Влітку 1992-го, в Сомалі лютував голод, тому Елдон прилетів до Кенійських таборів для біженців. Невдовзі міжнародне агентство новин Reuters найняло його як фотографа.
Елдон відправився в Могадишо (Сомалі) і пробув там цілу весну. Протягом цього часу, його фото з'являлись в журналах і газетах всього світу. У квітні 1993-го Ден опублікував свою першу книгу «Сомалі», яка складалася з колекції фото і колажів.

### Смерть
Ден важко переживав насильство та весь жах ситуації в Сомалі, країні, яка вважалася ще небезпечнішою за Боснію. Елдон відчував, що вже ситий по горло нею, але погодився залишитись, щоб освітлювати події.
12-го липня 1993-го року Ден Елдон та троє інших репортерів відправились на зйомки бомбардування будівлі, вчиненого солдатами ООН. Будівлю було атаковано, адже військові мали дані, що в ній переховується сомалійський лідер Мухамед Ейдід, з вини якого було вбито багатьох миротворців ООН. Проте винуватець убивств на той час був далеко від місця подій, а в будівлі перебували цивільні. Через помилку там було вбито 74 безневинних чоловіків, жінок та дітей та більше 100 людей було поранено.
Вцілілі після рейду відправилися до готелю журналістів з проханням сфотографувати місце події. Елдон з колегами погодилися піти до зони бомбардування. Розлючений натовп, який складався переважно з прихильників Ейдіда, напав на журналістів, звинувативши і їх також у смерті своїх рідних і близьких від рук солдатів ООН та США. Вони прийняли їх за солдатів, що повернулися для продовження бомбардування. Усі четверо репортерів були забиті камінням до смерті.
Журналістами, що загинули в той день разом з Деном Елдоном, були Хос Мейна, Ентоні Мечері і Хенсі Краус.

## Кіноадаптація
28 грудня 2007 року в New York Times було анонсовано, що незабаром буде знято біографічний фільм про Дена Елдона за сценарієм Джена Сарді (Jan Sardi). Кіно матиме назву «Подорож — призначення» (The Journey Is The Destination), адже так називався один із журналів Елдона. Директор фільму — Браун Х'юз (Bronwen Hughes). Головну роль зіграв Бен Шнетцер. Зйомки проходили в Кенії. Фільм вийшов 2016 року, а головні ролі зіграли Бен Шнетцер, Келлі Макдональд та Марія Белло.

## Книги
- Eldon, Dan. Kathy Eldon. ed. The Journey is the Destination. ISBN 0-8118-1586-2.
- New, Jennifer. Dan Eldon: The Art of Life. ISBN 0-8118-2955-3.